# La Corralassa
La Corralassa és un carrer del municipi de Llançà (Alt Empordà), inclòs en l'Inventari del Patrimoni Arquitectònic de Catalunya.

## Descripció
El carrer és situat al bell mig de la part antiga de la vila, a l'extrem sud-oest del nucli urbà de Llançà.
Es tracta de l'estret carreró que envolta exteriorment l'església de Sant Vicenç i el castell palau de l'Abat. En concret, el carrer discorre per la banda de tramuntana i de ponent d'aquestes construccions. Les seves cases, tot i les reformes modernes, conserven en diferents punts estructures i elements datats entre els segles XVI-XVIII.

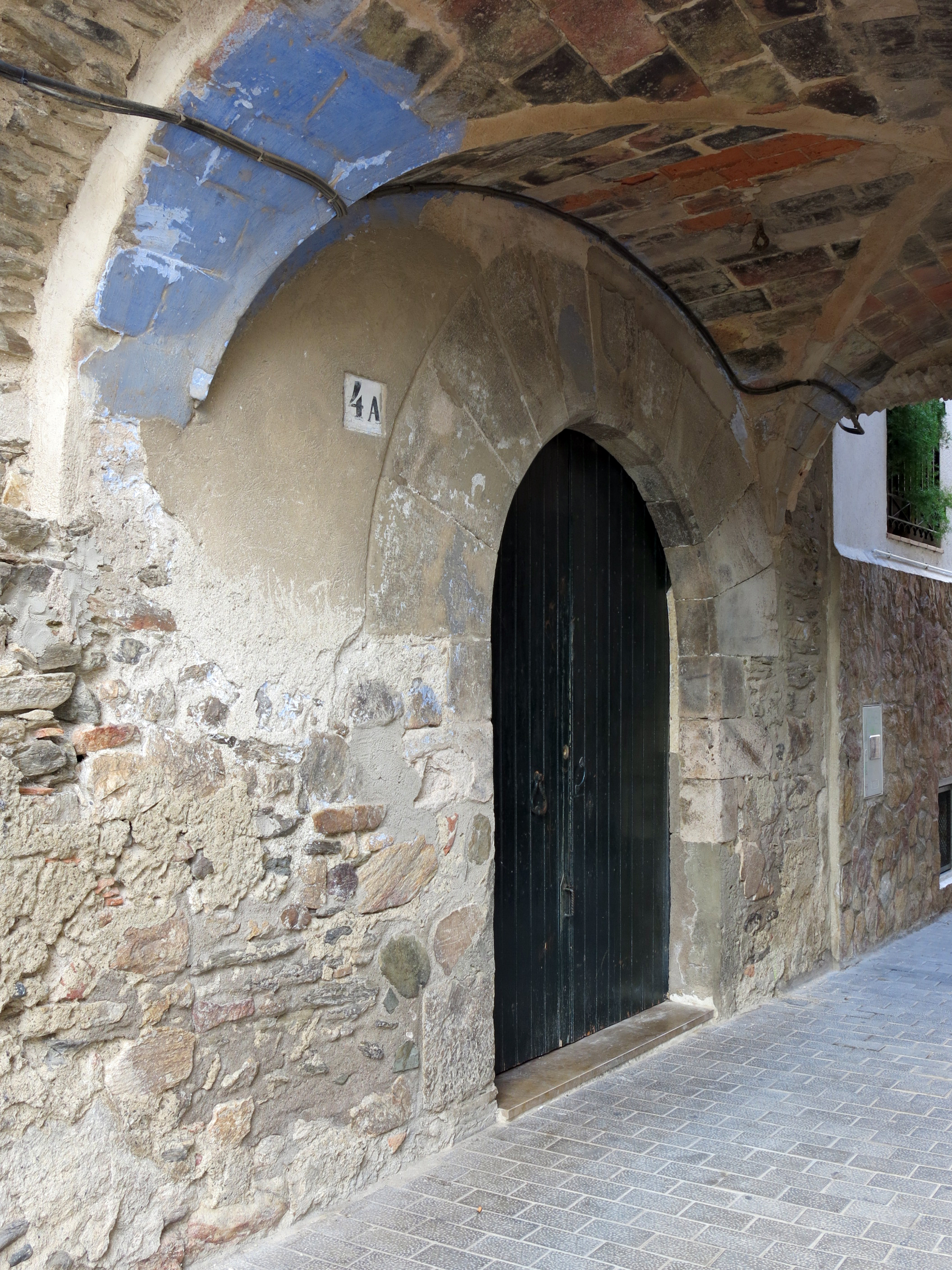
Portal sota la volta d'aresta de l'arc de la Corralassa

La part més destacable de la via és un pas cobert sobre el carrer, construït entre les cases dels números 7 i 8. Es tracta d'una petita construcció rectangular amb la coberta de dues aigües i una única planta. El pas està cobert per una volta d'aresta bastida amb maons disposats a pla. Pel costat de llevant, l'arc és rebaixat i està bastit amb maons disposats a sardinell; en canvi, per la banda de ponent l'arcada és de mig punt i està bastida amb lloses i pedres desbastades. A llevant, damunt de l'arcada, hi ha una finestra rectangular amb els brancals fets de carreus desbastats i la llinda decorada i sostinguda amb permòdols. La decoració de la llinda presenta una roseta en baix relleu situada dins d'una motllura en forma d'arc apuntat. Sota el pas cobert, donant accés a l'interior de la casa del número 8, hi ha una gran portalada d'arc de mig punt, de gran dovellatge de calcària, amb la clau gravada amb un relleu heràldic. La construcció està bastida en pedra desbastada de diverses mides, lligada amb morter de calç, i amb alguna refecció de maons.

## Història

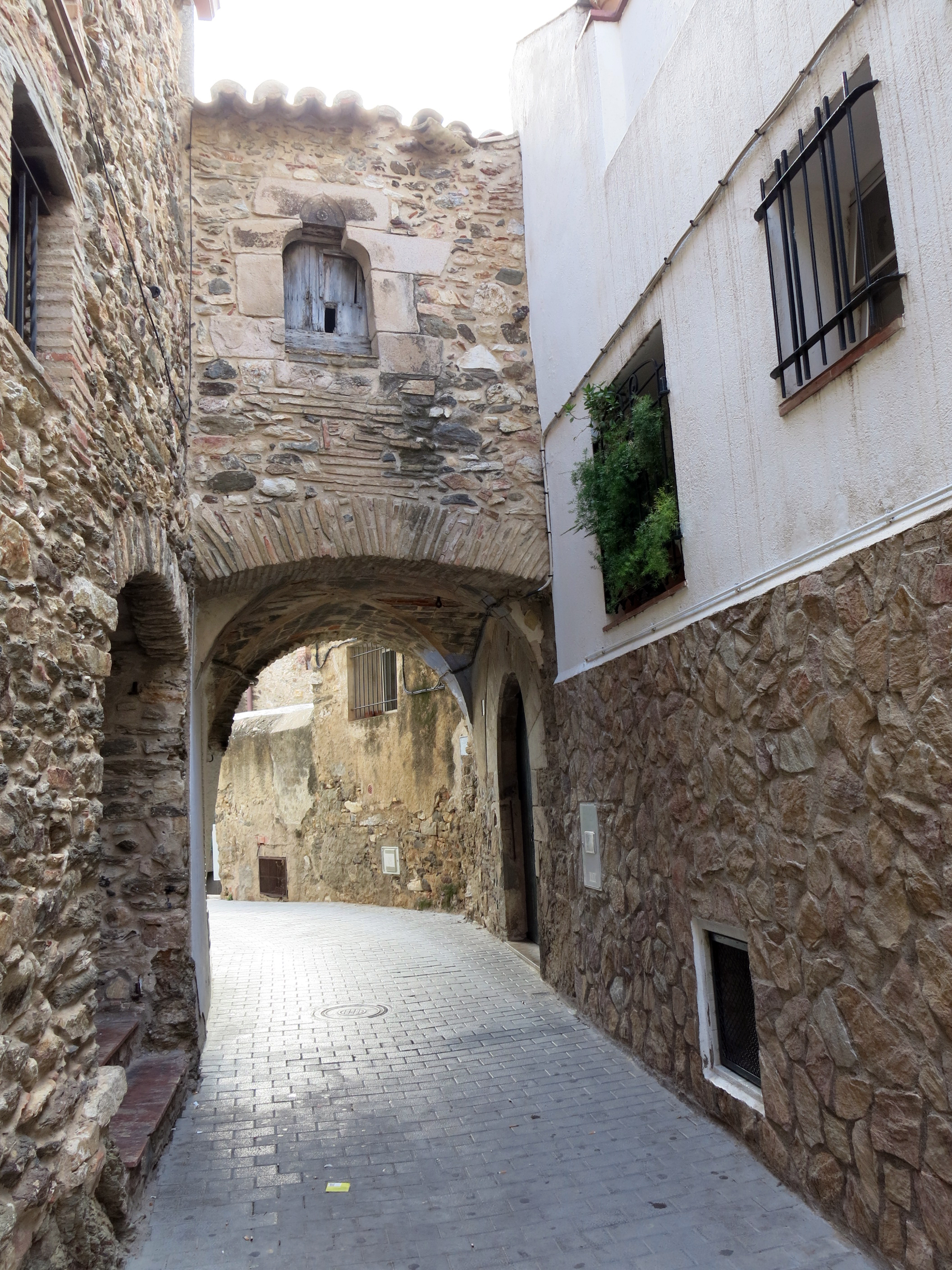
Vista de l'arc des de la banda de llevant del carrer

El topònim Dins la Vila ens indica la situació del viarany a la part interior d'un recinte murat, el traçat del qual sembla assenyalar el recorregut del carreró. Fa l'efecte que moltes de les cases es degueren construir sobre la muralla i potser n'amaguen alguna romanalla. Altrament, el nom popular de la Corralassa és clar que designa un lloc clos o que podia tancar-se.
Al llarg de la història de la vila, el nucli original s'ha modificat, però no ens han quedat vestigis de les fases inicials.
Una de les etapes més ben documentades és el segle xvi. Sabem que l'any 1554, Galceran de Rocabruna, en condició de celler del monestir de Sant Pere de Rodes, establí la Torre Nova al costat de la propietat del pagès Cristòfol Compte. L'any 1558, el mateix monjo establí una altra torre de defensa al costat de la propietat del pagès Sebastià Perafita. L'any 1561, el mateix celler establí una tercera torre de defensa al costat del pagès Vicenç Ferrer. Per aquestes dates ja hi existia una fortificació particular anomenada Torre d'en Xifra (Gifre). S'esmentaven altres torres als protocols; aquestes eren: la torre de la Força i la torre del Paborde. De tal forma que el sistema defensiu de Llançà durant el segle xvi consistia en sis torres de defensa repartides al llarg del traçat de les muralles.
A començament del segle xvii es va dur a terme un procés de reparació de les muralles i punts fortificats de la vila, per la qual cosa es van establir impostos especials.